# Маекава Кадзуя
Кадзуя Маекава (яп. 前川 和也, нар. 22 березня 1968, Хірадо) — японський футболіст, що грав на позиції воротаря.
Виступав за клуби «Санфрече Хіросіма» та «Ойта Трініта», а також національну збірну Японії.

## Клубна кар'єра
У дорослому футболі дебютував 1986 року виступами за команду клубу «Мазда», яка з 1992 року, зі створенням Джей-ліги, отримала назву «Санфрече Хіросіма». Відіграв за команду з Хіросіми за наступні сім сезонів 128 матчів у вищому дивізіоні.
Завершив професійну ігрову кар'єру у клубі «Ойта Трініта», за команду якого виступав протягом 2000—2001 років у другому дивізіоні Джей-ліги.

## Виступи за збірну
1992 року дебютував в офіційних матчах у складі національної збірної Японії. 
У складі збірної був учасником кубка Азії з футболу 1992 року в Японії, здобувши того року титул переможця турніру.
Протягом кар'єри у національній команді, яка тривала 5 років, провів у формі головної команди країни 17 матчів, пропустивши 1 гол.

## Статистика

### Клубна
| Чемпіонат | Чемпіонат            | Чемпіонат   | Ліга | Ліга | Кубок            | Кубок            | Кубок ліги      | Кубок ліги      | Всього | Всього |
| Сезон     | Клуб                 | Ліга        | Ігри | Голи | Ігри             | Голи             | Ігри            | Голи            | Ігри   | Голи   |
| Японія    | Японія               | Японія      | Ліга | Ліга | Кубок Імператора | Кубок Імператора | Кубок Джей-ліги | Кубок Джей-ліги | Всього | Всього |
| --------- | -------------------- | ----------- | ---- | ---- | ---------------- | ---------------- | --------------- | --------------- | ------ | ------ |
| 1986/87   | «Мазда»              | ЯФЛ         | 0    | 0    |                  |                  |                 |                 | 0      | 0      |
| 1987/88   | «Мазда»              | ЯФЛ         | 0    | 0    |                  |                  |                 |                 | 0      | 0      |
| 1988/89   | «Мазда»              | ЯФЛ2        |      |      |                  |                  |                 |                 |        |        |
| 1989/90   | «Мазда»              | ЯФЛ2        | 30   | 0    |                  |                  | 2               | 0               | 32     | 0      |
| 1990/91   | «Мазда»              | ЯФЛ2        | 30   | 0    |                  |                  | 3               | 0               | 33     | 0      |
| 1991/92   | «Мазда»              | ЯФЛ         | 20   | 0    |                  |                  | 2               | 0               | 22     | 0      |
| 1992      | «Санфречче Хіросіма» | Джей-ліга   | -    | -    | 0                | 0                | 2               | 0               | 2      | 0      |
| 1993      | «Санфречче Хіросіма» | Джей-ліга   | 15   | 0    | 0                | 0                | 0               | 0               | 15     | 0      |
| 1994      | «Санфречче Хіросіма» | Джей-ліга   | 27   | 0    | 0                | 0                | 0               | 0               | 27     | 0      |
| 1995      | «Санфречче Хіросіма» | Джей-ліга   | 37   | 0    | 0                | 0                | -               | -               | 37     | 0      |
| 1996      | «Санфречче Хіросіма» | Джей-ліга   | 25   | 0    | 5                | 0                | 14              | 0               | 44     | 0      |
| 1997      | «Санфречче Хіросіма» | Джей-ліга   | 24   | 0    | 0                | 0                | 6               | 0               | 30     | 0      |
| 1998      | «Санфречче Хіросіма» | Джей-ліга   | 0    | 0    | 0                | 0                | 0               | 0               | 0      | 0      |
| 1999      | «Санфречче Хіросіма» | Джей-ліга   | 0    | 0    | 0                | 0                | 2               | 0               | 2      | 0      |
| 2000      | «Ойта Трініта»       | Джей-ліга 2 | 37   | 0    | 0                | 0                | 0               | 0               | 37     | 0      |
| 2001      | «Ойта Трініта»       | Джей-ліга 2 | 38   | 0    | 2                | 0                | 2               | 0               | 42     | 0      |
| Країна    | Японія               | Японія      | 283  | 0    | 12               | 0                | 33              | 0               | 328    | 0      |
| Всього    | Всього               | Всього      | 283  | 0    | 12               | 0                | 33              | 0               | 328    | 0      |

### Збірна
| Збірна Японії | Збірна Японії | Збірна Японії |
| Роки          | Ігри          | Голи          |
| ------------- | ------------- | ------------- |
| 1992          | 3             | 0             |
| 1993          | 2             | 0             |
| 1994          | 2             | 0             |
| 1995          | 5             | 0             |
| 1996          | 5             | 0             |
| Всього        | 17            | 0             |

## Титули і досягнення
- Володар Кубка Азії: 1992